# Beata Artemska
Beata Artemska (ur. 30 maja 1918 w Nisku, zm. 18 stycznia 1985 w Warszawie) – polska tancerka, śpiewaczka, aktorka teatralna i kabaretowa, także reżyserka i scenarzystka.

## Życiorys
Córka Bohdana Kelles-Krauze i Janiny z Bocheńskich (1896–1988), prof. śpiewu. Ukończyła gimnazjum humanistyczne oraz szkołę muzyczną w Lublinie w klasie fortepianu Janiny Łosakiewiczowej. W 1937 rozpoczęła studia w Wyższej Szkole Dziennikarstwa w Warszawie i współpracę z Wieczorem Warszawskim. W 1938 była współzałożycielką kabaretu dziennikarzy „Chór Piór”. Uczyła się śpiewu u Barbary Kostrzewskiej, potem Heleny Trocewskiej, tańca u Tacjanny Wysockiej.
Po wybuchu wojny, w latach 1939–1940 pracowała jako pielęgniarka w lubelskim szpitalu, później, w latach 1942–1943 występowała w warszawskich jawnych teatrach Rozmaitości „Jar” i Bohema. Po powstaniu warszawskim wywieziona na Węgry.
Wróciła w 1945 do Krakowa. Występowała w rewii kina „Wolność”, w lokalach „Cyganeria” i „Casanovą”, oraz krakowskim Teatrze Powszechnym im. Żołnierza Polskiego. W sezonie 1945/46 gościnnie grała w Teatrze Gong w Łodzi i Teatrze Dramatycznym Marynarki Wojennej w Gdyni. W 1947 zdała eksternistyczny egzamin aktorski. Od stycznia 1947 do końca sezonu 1947/48 była w zespole Teatru  Komedii Muzycznej w Krakowie. Śpiewała gościnnie w Teatrze Komedii Muzycznej „Lutnia” w Łodzi, a także w Operetce Lubelskiej. W 1950 zdała eksternistyczny egzamin muzyczny. Od 1952 związana była ze scenami warszawskimi, początkowo Teatrem Nowym, od 1954 z Operetką Warszawską (do 1964 i 1967–1977). W Operetce Dolnośląskiej w latach 1963–1964 była dyrektorem, a do 1966 kierownikiem artystycznym. Gościnnie występowała na scenach muzycznych ZSRR, Rumunii, Czechosłowacji, Bułgarii, Francji, Anglii, Kanady i USA. W 1977 przeszła na emeryturę. Występowała jeszcze gościnnie, a także reżyserowała wiele spektakli. Była autorką wielu adaptacji scenicznych i scenariuszy programów telewizyjnych. W 1984 otrzymała „Złotą Maskę” – nagrodę Dziennika Wieczornego w Bydgoszczy – za reżyserię operetki Orfeusz w piekle. Ostatnie miesiące życia spędziła w Domu Aktora w Skolimowie.
Zmarła w Warszawie, pochowana w rodzinnym grobowcu Kelles-Krauze na cmentarzu Powązkowskim (kwatera 236-2-24)

## Spektakle teatralne

### Operetka Warszawska
Role
- 1955 – Noc w Wenecji jako Anina (reż. Z. Sawan)
- 1955 – Życie paryskie jako Gabriela (reż. Barbara Kilkowska)
- 1956 – Cnotliwa Zuzanna jako Zuzanna Pomarel (reż. B. Artemska)
- 1957 – Piękna Helena jako Helena (reż. Janusz Strachocki)
- 1957 – Księżniczka czardasza jako Sylva Varescu (reż. Sławomir Lindner)
- 1958 – Fajerwerk jako Iduna (reż. K. Petecki, J. Słotwiński)
- 1958 – Zemsta nietoperza jako Rozalinda (reż. Ludwik René, S. Lindner)
- 1960 – Orfeusz w piekle jako Eurydyka (reż. Jan Kulczyński)
- 1960 – Mam`zelle Nitouche jako Korynna (reż. Oldrich Novy)
- 1972 – My chcemy tańczyć jako Matylda Iwanowna Trońska (reż. Mieczysław Daszewski)
- 1974 – Zamek na Czorsztynie jako Riccolina (reż. Maciej Zenon Bordowicz)
- 1974 – Pan Pickwick jako Rachela Wardle (reż. Krystyna Meissner)
- 1975 – Zapraszamy na rewię jako Dyrektrissa (reż. Stanisława Stanisławska-Majdrowicz)

Reżyseria
- 1956 – Cnotliwa Zuzanna
- 1960 – Dobranoc Bettino
- 1962 – Panna wodna
- 1962 – Czarujący Giulio

### Operetka, Lublin
Role
- 1963 – Fajerwerk jako Iduna (reż. B. Artemska)

Reżyseria
- 1961 – Nie ma czasu na miłość
- 1962 – Panna wodna
- 1964 – Czarujący Giulio
- 1973 – Carewicz
- 1973 – Genialny kamerdyner
- 1975 – Sztygar
- 1976 – Ruletka serc

### Operetka Dolnośląska, Wrocław
Role
- 1965 – Diabelska robota jako Pepita (reż. B. Artemska, Bogusław Danielewski)

Reżyseria
- 1964 – Dziękuję ci, Ewo
- 1964 – Oddajemy do lamusa
- 1964 – Zajmujemy Śląsk
- 1965 – Diabelska robota (z B. Danielewskim)
- 1965 – Panna wodna
- 1965 – Czarujący Giulio
- 1975 – W imieniu brawa

#### Operetka Poznańska
Reżyseria
- 1968 – Muszę mieć męża
- 1970 – Kraina uśmiechu
- 1971 – Hrabina Marica

#### Teatr Muzyczny, Poznań
Role
- 1975 – Ruletka serc jako Juliette Lechair (reż. B. Artemska)

Reżyseria
- 1975 – Ruletka serc
- 1978 – Wiedeńska krew
- 1980 – Gondolierzy
- 1981 – Panna wodna

#### Teatr Muzyczny, Lublin
Role
- 1978 – Diva jako Olga Romanowska – gościnnie (reż. Ryszard Zarewicz)

Reżyseria
- 1977 – Róża wiatrów
- 1979 – Charpillon
- 1980 – Księżniczka czardasza
- 1983 – Targ na dziewczęta

### Inne teatry
„Jar” – Teatr Rozmaitości, Warszawa
- 1943 – Król włóczęgów jako Cyganka (reż. Stanisław Daniłowicz)

Teatr Bohema, Warszawa
- 1944 – Dziewczyna i kokosy jako Rozalinda (reż. Kazimierz Pawłowski)

Teatr Gong – Teatr dla Wszystkich, Łódź
- 1946 – Dobry żart a la carte... (reż. Tadeusz Chrzanowski)
- 1946 – Dymsza, Humor i S-ka (reż. Tadeusz Chrzanowski)
- 1946 – Gdy kwitnie lipa... (reż. Tadeusz Chrzanowski; program składany)

Teatr Muzyczny, Lublin
- 1949 – Piękna Helena jako Helena (reż. Kazimierz Dembowski)
- 1950 – Niespokojne szczęście jako Natasza (reż. K. Dembowski)

Teatr Satyryków Warszawa
- 1951 – Biuro docinków (reż. Kazimierz Pawłowski)

Teatr Nowy (Teatr Komedii Muzycznej), Warszawa
- 1954 – Domek trzech dziewcząt jako Grisi (reż. Zbigniew Sawan)

Teatr Powszechny, Łódź
- 1963 – Jaśnie pan Nikt – reżyseria

Operetka, Szczecin
- 1965 – Panna wodna – reżyseria

Miejski Teatr Muzyczny-Opera i Operetka, Kraków
- 1965 – Baron cygański – reżyseria

Teatr w Presowie
- 1967 – My Fair Lady – reżyseria

Teatr Muzyczny, Łódź
Reżyseria
- 1977 – Carewicz
- 1977 – Sztygar

Teatr Muzyczny, Szczecin
- 1981 – Carewicz – reżyseria

Opera, Bydgoszcz
- 1983 – Orfeusz w piekle – reżyseria, ruch sceniczny

## Filmografia
- 1946 – Zakazane piosenki
- 1983 – Lata dwudzieste... lata trzydzieste... jako Choreografka

## Ordery i odznaczenia
- Krzyż Kawalerski Orderu Odrodzenia Polski (1959)
- Złoty Krzyż Zasługi (11 lipca 1955)[4]
- Medal 40-lecia Polski Ludowej (1984)[5]
- Order Uśmiechu
- Odznaka „Zasłużony Działacz Kultury” (1978)